# Rolinha Kross
Rolinha Kross (1961) is een Nederlandse zangeres met een Joods/Tsjechische moeder en een Surinaamse vader, Rudi Kross. Al vanaf jonge leeftijd werd zij gefascineerd door Oost-Europese muziek en de Jiddische taal. Zij trad op met diverse groepen, onder andere met haar moeder, Ilona Cechova, onder de naam Sense. Zij volgde de zangopleiding jazz/lichte muziek op het Conservatorium in Hilversum (nu Amsterdam).
Direct na het conservatorium volgde een tournee met de musical "You're The Top", met Willem Nijholt in de hoofdrol. Intussen werkte ze samen met Klezmokum, Salomon Klezmorim en diverse jazzensembles. Van het Rolinha Kross Trio met Bokkie Vink en Theo van Tol kwam een cd uit: "Tsigayner Klezmer". Er volgden vele optredens in binnen- en buitenland, w.o. Canada en Curaçao.
Er volgde ook een tournee met Ramses Shaffy langs de theaters in Nederland en België en een productie over Ira Gershwin met onder andere Ernst Daniël Smid, Mathilde Santing en Denise Jannah. In 2002 ontstond de samenwerking met de klezmergroep Mazzeltov. Ook met deze groep volgden vele optredens in binnen- en buitenland en werden vier cd's opgenomen. Met Mazzeltov trad Rolinha drie maal op in het Concertgebouw in Amsterdam.
Recentelijk speelt Rolinha in de muzikale voorstelling "Iberia", die zij en Perry Dossett hebben ontwikkeld. Ze brengt met Harold Berghuis als Duo een programma met Jiddische poëzie (vertaald door Willy Brill) die zij zelf op muziek hebben gezet. Ze treedt regelmatig op als gast in de show van "Frank in Person" met jazzstandards. Samen met het Balqana Ensemble brengt zij een meer Balkan gericht programma. Bovendien brengt het nieuw opgerichte Rolinha Kross Kwartet Nederlandstalige teksten op gipsy jazz muziek.
Rolinha Kross verzorgt regelmatig Jiddische, Jazz of Nederlandstalig georiënteerde zang-workshops. Daarnaast spreekt zij commercials in en commentaar bij documentaires.

## Discografie
- 'Jiddische Sjmoesmuziek' (1994) Sense: Ilona Cechova & Rolinha Kross - Syncoop produkties
- 'Tsigayner Klezmer' (2000) Rolinha Kross trio - Syncoop produkties
- 'Tsores & Cheyn' (2002) Mazzeltov & Rolinha Kross - Music & Words
- 'Mishpoge' (2004) Mazzeltov & Rolinha Kross - Music & Words
- 'Amsterdam' (2007) Mazzeltov & Rolinha Kross - Music & Words
- 'Mayn Umru' (2009) Mazzeltov & Rolinha Kross - Music & Words